# 2e congresdistrict van Nevada

Kaart van het 2e congresdistrict van Nevada (aangegeven in groen).

Het 2e congresdistrict van Nevada, vaak afgekort als NV-2, is een kiesdistrict voor het Amerikaanse Huis van Afgevaardigden.
Sinds 2013 omvat het 2e district het meest noordelijke derde van de staat, meer bepaalde het merendeel van de county's Douglas en Lyon en de volledige county's Churchill, Elko, Eureka, Humboldt, Lander, Pershing, Storey en Washoe, alsook de hoofdstad Carson City. De grootste stad is Reno. Hoewel het district een enorm, dunbevolkt gebied omvat, wordt het gedomineerd door steden als Reno en Carson City, waar in total meer dan 85% van de stemmen in het 2e district worden uitgebracht.

## Geschiedenis
Voor de volkstelling van 1980 telde Nevada maar één congresdistrict, het at-large congresdistrict van Nevada. Door de relatieve bevolkingsgroei in Nevada heeft men toen het 1e en 2e district aangemaakt. Na 2000 is er een 3e district bij gekomen. Na de volkstelling van 2010 is er een 4e district bij gekomen. Tot 2013 omvatte het 2e district de volledige staat behalve de dichtbevolkte Clark County (met daarin Las Vegas), en zelfs een klein deel daarvan.

## Verkiezingsresultaten
Het 2e district leunde historisch sterk naar de Republikeinen. Sinds de geboorte van het district is het steeds door een Republikeinse afgevaardigde vertegenwoordigd in het Huis van Afgevaardigden. Sinds 13 september 2011 is Mark Amodei de afgevaardigde. Hij werd in een bijzondere verkiezing verkozen nadat zijn voorganger Dean Heller de overstap maakte naar de Senaat om daar de vrijgekomen zetel van John Ensign in te nemen.
In de presidentsverkiezingen koos het 2e district steeds voor een Republikeinse kandidaat. George W. Bush won zowel in 2000 als in 2004 met 57% van de stemmen. John McCain scoorde in 2008 echter een heel erg nipte overwinning met 48,79% tegen 48,76%. Zowel Washoe County als Carson City kozen voor Barack Obama, die in de twee andere districten – en dus ook in de staat Nevada – won. In 2012 won Republikein Mitt Romney in het hertekende 2e district, met een iets ruimere marge. In 2016 koos 52% van de bevolking voor Donald Trump.